# Клык (скала)
Клык — остров-скала архипелага Земля Франца-Иосифа. Административно относится к Приморскому району Архангельской области России.
Скала Клык расположена в северной части архипелага, в 3,5 километрах к западу от мыса Милла на острове Джексона.
Представляет собой крутую вытянутую с юга на север скалу, на юге небольшой пляж. Глубина у восточного берега — 33 метра.